# Župnija Libeliče
Župnija Libeliče je bila rimskokatoliška teritorialna župnija dekanije Dravograd-Mežiška dolina koroškega naddekanata, ki je del nadškofije Maribor.
- Cerkev sv. Martina, Libeliče (župnijska cerkev)
- Kapela sv. Mihaela, Libeliče